# 山西龍屬
山西龍屬是種甲龍科恐龍，生存於上白堊紀。山西龍的化石發現於中國山西省的河相沖積層，並因此而命名。化石只包含零碎的部份，根據股骨與其他腿骨的長度，估計山西龍的身長約 3.6 公尺。
山西龍最明顯的特徵是頭顱骨後方兩側，從鱗狀骨延伸出來，相距 145 度角的長、平坦、三角形角狀物，與其他甲龍類不同。然而，這些獨特角狀物的形狀因個體而有不同，而少數科學家認為山西龍是個疑名，可能是甲龍科天鎮龍的異名。

## 外部連結
- A short discussion of Shanxia from the DOL Omnipedia.
- Entry on Shanxia from The Dinosaur Encyclopaedia, hosted by DinoRuss.
- Shanxia at DinoData（页面存档备份，存于）